# هوادهی
هوادهی فرایندی در مهندسی سامانه‌ها است، که اغلب با هدف تهیهٔ آب آشامیدنی از آن استفاده می‌شود. از هوادهی ممکن است بمنظور حلال‌پوشی مایعات یا برای خارج ساختن گازهای نامطبوع مانند کلر و  کربن دی‌اکسید در آب (گاز زدائی) یا افزودن اکسیژن به آب برای تبدیل مواد نامطلوب به شکلی مناسب‌تر (اکسیداسیون) استفاده می‌شود. هوادهی معمولاً برای تصفیهٔ آب‌های زیرزمینی به کار می‌رود، زیرا آب‌های سطحی برای مدت زمان کافی، با اتمسفر در تماس بوده و از این رو عملیات انتقال گاز به صورت طبیعی در آنها انجام می‌پذیرد. از طریق اکسیداسیون، بعضی از گازها و فلزات محلول را نیز می‌توان از آب خارج نمود.